# Centrodora homopterae
Centrodora homopterae är en stekelart som först beskrevs av Jean Risbec 1951.  Centrodora homopterae ingår i släktet Centrodora och familjen växtlussteklar. Inga underarter finns listade.